# World Radio TV Handbook
Le World Radio TV Handbook, ou WRTH, est un guide mis à jour et publié à l’origine au Danemark, aujourd’hui au Royaume-Uni, chaque année depuis 1947, répertoriant toutes les stations de radiodiffusion (radio et télévision) du monde entier, leurs fréquences (GO, PO, OC, FM, etc.), leurs puissances d'émission et leurs grilles de programmes.
En outre, le guide référence les stations de radios clandestines et non gouvernementales (essentiellement à destination de pays opprimés), édite une revue des meilleurs postes de radio disponibles sur le marché, et publie des prévisions sur l'activité solaire, donnée essentielle pour prévoir la qualité de réception en ondes courtes.
Cet ouvrage est très apprécié par les amateurs d'écoute radio longue distance (DX) puisqu'on y retrouve les grilles très détaillées des programmes en langues étrangères pour toutes les stations de radios du monde entier diffusant en ondes courtes.
En décembre 2021 l’éditeur annonce que l’édition 2022, la 76e, sera la dernière publiée.
Un nouvel éditeur allemand ( Radio Data Center ) a repris la publication de l’ouvrage en 2023.